# Tour de França de 2018
La 105.ª edició de la competició ciclista Tour de França, va ser una cursa de ciclisme en ruta per etapes celebrada entre el 7 i el 29 de juliol de 2018 a França amb inici a la comuna francesa de Noirmoutier-en-l'Île i final a la ciutat de París sobre un recorregut de 3329 quilòmetres. La cursa va formar part de l'UCI World Tour 2018, sent la vint-i-cinquena competició del calendari de màxima categoria mundial.
Va obtenir la victòria final el corredor britànic Geraint Thomas, de l'equip Sky, estrenant el seu palmarès en les Grans Voltes, a més de ser el primer gal·lès a conquerir el Tour de França. Van completar el podi Tom Dumoulin de l'equip Sunweb i Chris Froome del Sky.

## Equips participants
Al Tour de França, en tant que prova World Tour, hi prenen part els 18 equips World Tour i l'organitzador convida quatre equips continentals professionals per acabar de completar els 22 equips.
| WorldTeams (18)- AG2R La Mondiale - Astana - Bahrain-Merida - BMC Racing Team - Bora-Hansgrohe - Groupama-FDJ - Lotto Soudal - Mitchelton-Scott - Movistar Team - Quick-Step Floors - Dimension Data - EF Education First-Drapac p/b Cannondale - Katusha-Alpecin - Lotto NL-Jumbo - Sky - Team Sunweb - Trek-Segafredo - UAE Team Emirates Equips continentals professionals (4)- Cofidis, Solutions Crédits - Direct Énergie - Fortuneo-Samsic - Wanty-Groupe Gobert |
| |

## Recorregut
| Etapa     | Data         | Ciutats d'etapa                             | type                      | Distància (km) | Vencedor de l'etapa     | Líder de la general     |
| --------- | ------------ | ------------------------------------------- | ------------------------- | -------------- | ----------------------- | ----------------------- |
| 1a etapa  | 7 de jul     | Noirmoutier-en-l'Île – Fontenay-le-Comte    | etapa plana               | 201            | Fernando Gaviria Rendón | Fernando Gaviria Rendón |
| 2a etapa  | 8 de jul     | Mouilleron-Saint-Germain – La Roche-sur-Yon | etapa plana               | 182,5          | Peter Sagan             | Peter Sagan             |
| 3a etapa  | 9 de jul     | Cholet – Cholet                             | contrarellotge per equips | 35,5           | BMC Racing Team         | Greg Van Avermaet       |
| 4a etapa  | 10 de jul    | Ar Baol-Skoubleg – Sarzeau                  | etapa plana               | 195            | Fernando Gaviria Rendón | Greg Van Avermaet       |
| 5a etapa  | 11 de jul    | An Oriant – Kemper                          | etapa accidentada         | 204,5          | Peter Sagan             | Greg Van Avermaet       |
| 6a etapa  | 12 de jul    | Brest – Mûr-de-Bretagne                     | etapa accidentada         | 181            | Daniel Martin           | Greg Van Avermaet       |
| 7a etapa  | 13 de jul    | Fougères – Chartres                         | etapa plana               | 231            | Dylan Groenewegen       | Greg Van Avermaet       |
| 8a etapa  | 14 de jul    | Dreux – Amiens                              | etapa plana               | 181            | Dylan Groenewegen       | Greg Van Avermaet       |
| 9a etapa  | 15 de jul    | Ciutadella d'Arras – Roubaix                | etapa accidentada         | 156,5          | John Degenkolb          | Greg Van Avermaet       |
|           | 16 de juliol | Dia de descans                              | Dia de descans            |                |                         |                         |
| 10a etapa | 17 de jul    | Annecy – Le Grand-Bornand                   | etapa de muntanya         | 158,5          | Julian Alaphilippe      | Greg Van Avermaet       |
| 11a etapa | 18 de jul    | Albertville – La Rosière                    | etapa de muntanya         | 108,5          | Geraint Thomas          | Geraint Thomas          |
| 12a etapa | 19 de jul    | Bourg Saint Maurice – L'Aup d'Uès           | etapa de muntanya         | 175,5          | Geraint Thomas          | Geraint Thomas          |
| 13a etapa | 20 de jul    | Le Bourg-d'Oisans – Valença                 | etapa plana               | 169,5          | Peter Sagan             | Geraint Thomas          |
| 14a etapa | 21 de jul    | Sent Paul de Tricastin – Mende              | etapa accidentada         | 188            | Omar Fraile Matarranz   | Geraint Thomas          |
| 15a etapa | 22 de jul    | Millau – Carcassona                         | etapa accidentada         | 181,5          | Magnus Cort Nielsen     | Geraint Thomas          |
|           | 23 de juliol | Dia de descans                              | Dia de descans            |                |                         |                         |
| 16a etapa | 24 de jul    | Carcassona – Banhèras de Luishon            | etapa de muntanya         | 218            | Julian Alaphilippe      | Geraint Thomas          |
| 17a etapa | 25 de jul    | Banhèras de Luishon – Col de Portet         | etapa de muntanya         | 65             | Nairo Quintana Rojas    | Geraint Thomas          |
| 18a etapa | 26 de jul    | Tria de Baïsa – Pau                         | etapa plana               | 171            | Arnaud Démare           | Geraint Thomas          |
| 19a etapa | 27 de jul    | Lorda – Laruntz                             | etapa de muntanya         | 200,5          | Primož Roglič           | Geraint Thomas          |
| 20a etapa | 28 de jul    | Senpere – Ezpeleta                          | contrarellotge individual | 31             | Tom Dumoulin            | Geraint Thomas          |
| 21a etapa | 29 de jul    | Houilles – París                            | etapa plana               | 116            | Alexander Kristoff      | Geraint Thomas          |

## Classificacions finals

### Classificació general
| \| Classificació general \| Classificació general \| Classificació general \| Classificació general \| Classificació general \| \| Corredor \| Corredor \| Equip \| Temps \| \| \| --------------------- \| --------------------------- \| --------------------- \| --------------------- \| --------------------- \| \| 1r \| Geraint Thomas \| Team Sky \| 83h 17' 13" \| \| \| 2n \| Tom Dumoulin \| Team Sunweb \| + 1' 51" \| \| \| 3r \| Christopher Froome \| Team Sky \| + 2' 24" \| \| \| 4t \| Primož Roglič \| LottoNL-Jumbo \| + 3' 22" \| \| \| 5è \| Steven Kruijswijk \| LottoNL-Jumbo \| + 6' 08" \| \| \| 6è \| Romain Bardet \| AG2R La Mondiale \| + 6' 57" \| \| \| 7è \| Mikel Landa Meana \| Movistar Team \| + 7' 37" \| \| \| 8è \| Daniel Martin \| UAE Team Emirates \| + 9' 05" \| \| \| 9è \| Ilnur Zakarin \| Katusha-Alpecin \| + 12' 37" \| \| \| 10è \| Nairo Quintana Rojas \| Movistar Team \| + 14' 18" \| \| \| 11è \| Bob Jungels \| Quick-Step Floors \| + 16' 32" \| \| \| 12è \| Jakob Fuglsang \| Astana \| + 19' 46" \| \| \| 13è \| Pierre Latour \| AG2R La Mondiale \| + 22' 13" \| \| \| 14è \| Alejandro Valverde Belmonte \| Movistar Team \| + 27' 26" \| \| \| 15è \| Egan Bernal Gómez \| Team Sky \| + 27' 52" \| \| \| 16è \| Tanel Kangert \| Astana \| + 34' 52" \| \| \| 17è \| Warren Barguil \| Fortuneo-Samsic \| + 37' 06" \| \| \| 18è \| Domenico Pozzovivo \| Bahrain-Merida \| + 39' 08" \| \| \| 19è \| Rafał Majka \| Bora-Hansgrohe \| + 39' 57" \| \| \| 20è \| Damiano Caruso \| BMC Racing Team \| + 42' 03" \| \| |                             |                   |             |
| |                             |                   |             |
| Fonts: ProCyclingStats Cycling Archives |                             |                   |             |
| Classificació general |                             |                   |             |
| Corredor | Corredor                    | Equip             | Temps       |
| 1r | Geraint Thomas              | Team Sky          | 83h 17' 13" |
| 2n | Tom Dumoulin                | Team Sunweb       | + 1' 51"    |
| 3r | Christopher Froome          | Team Sky          | + 2' 24"    |
| 4t | Primož Roglič               | LottoNL-Jumbo     | + 3' 22"    |
| 5è | Steven Kruijswijk           | LottoNL-Jumbo     | + 6' 08"    |
| 6è | Romain Bardet               | AG2R La Mondiale  | + 6' 57"    |
| 7è | Mikel Landa Meana           | Movistar Team     | + 7' 37"    |
| 8è | Daniel Martin               | UAE Team Emirates | + 9' 05"    |
| 9è | Ilnur Zakarin               | Katusha-Alpecin   | + 12' 37"   |
| 10è | Nairo Quintana Rojas        | Movistar Team     | + 14' 18"   |
| 11è | Bob Jungels                 | Quick-Step Floors | + 16' 32"   |
| 12è | Jakob Fuglsang              | Astana            | + 19' 46"   |
| 13è | Pierre Latour               | AG2R La Mondiale  | + 22' 13"   |
| 14è | Alejandro Valverde Belmonte | Movistar Team     | + 27' 26"   |
| 15è | Egan Bernal Gómez           | Team Sky          | + 27' 52"   |
| 16è | Tanel Kangert               | Astana            | + 34' 52"   |
| 17è | Warren Barguil              | Fortuneo-Samsic   | + 37' 06"   |
| 18è | Domenico Pozzovivo          | Bahrain-Merida    | + 39' 08"   |
| 19è | Rafał Majka                 | Bora-Hansgrohe    | + 39' 57"   |
| 20è | Damiano Caruso              | BMC Racing Team   | + 42' 03"   |

### Classificacions secundàries
| Classificació per punts | Classificació per punts | Classificació per punts | Classificació per punts | Classificació per punts |
| Corredor                | Corredor                | Equip                   | Punts                   |                         |
| ----------------------- | ----------------------- | ----------------------- | ----------------------- | ----------------------- |
| 1r                      | Peter Sagan             | Bora-Hansgrohe          | 477 pts                 |                         |
| 2n                      | Alexander Kristoff      | UAE Team Emirates       | 246 pts                 |                         |
| 3r                      | Arnaud Démare           | Groupama-FDJ            | 203 pts                 |                         |
| 4t                      | John Degenkolb          | Trek-Segafredo          | 178 pts                 |                         |
| 5è                      | Julian Alaphilippe      | Quick-Step Floors       | 143 pts                 |                         |
| 6è                      | Greg Van Avermaet       | BMC Racing Team         | 134 pts                 |                         |
| 7è                      | Andrea Pasqualon        | Wanty-Groupe Gobert     | 115 pts                 |                         |
| 8è                      | Geraint Thomas          | Team Sky                | 110 pts                 |                         |
| 9è                      | Sonny Colbrelli         | Bahrain-Merida          | 104 pts                 |                         |
| 10è                     | Daniel Martin           | UAE Team Emirates       | 98 pts                  |                         |

| Classificació per punts | Classificació per punts | Classificació per punts | Classificació per punts | Classificació per punts |
| Corredor                | Corredor                | Equip                   | Punts                   |                         |
| ----------------------- | ----------------------- | ----------------------- | ----------------------- | ----------------------- |
| 1r                      | Peter Sagan             | Bora-Hansgrohe          | 477 pts                 |                         |
| 2n                      | Alexander Kristoff      | UAE Team Emirates       | 246 pts                 |                         |
| 3r                      | Arnaud Démare           | Groupama-FDJ            | 203 pts                 |                         |
| 4t                      | John Degenkolb          | Trek-Segafredo          | 178 pts                 |                         |
| 5è                      | Julian Alaphilippe      | Quick-Step Floors       | 143 pts                 |                         |
| 6è                      | Greg Van Avermaet       | BMC Racing Team         | 134 pts                 |                         |
| 7è                      | Andrea Pasqualon        | Wanty-Groupe Gobert     | 115 pts                 |                         |
| 8è                      | Geraint Thomas          | Team Sky                | 110 pts                 |                         |
| 9è                      | Sonny Colbrelli         | Bahrain-Merida          | 104 pts                 |                         |
| 10è                     | Daniel Martin           | UAE Team Emirates       | 98 pts                  |                         |

| Classificació de la muntanya | Classificació de la muntanya | Classificació de la muntanya | Classificació de la muntanya | Classificació de la muntanya |
| Corredor                     | Corredor                     | Equip                        | Punts                        |                              |
| ---------------------------- | ---------------------------- | ---------------------------- | ---------------------------- | ---------------------------- |
| 1r                           | Julian Alaphilippe           | Quick-Step Floors            | 170 pts                      |                              |
| 2n                           | Warren Barguil               | Fortuneo-Samsic              | 91 pts                       |                              |
| 3r                           | Rafał Majka                  | Bora-Hansgrohe               | 76 pts                       |                              |
| 4t                           | Geraint Thomas               | Team Sky                     | 74 pts                       |                              |
| 5è                           | Tom Dumoulin                 | Team Sunweb                  | 63 pts                       |                              |
| 6è                           | Primož Roglič                | LottoNL-Jumbo                | 56 pts                       |                              |
| 7è                           | Daniel Martin                | UAE Team Emirates            | 41 pts                       |                              |
| 8è                           | Nairo Quintana Rojas         | Movistar Team                | 40 pts                       |                              |
| 9è                           | Tanel Kangert                | Astana                       | 39 pts                       |                              |
| 10è                          | Steven Kruijswijk            | LottoNL-Jumbo                | 36 pts                       |                              |

| Classificació de la muntanya | Classificació de la muntanya | Classificació de la muntanya | Classificació de la muntanya | Classificació de la muntanya |
| Corredor                     | Corredor                     | Equip                        | Punts                        |                              |
| ---------------------------- | ---------------------------- | ---------------------------- | ---------------------------- | ---------------------------- |
| 1r                           | Julian Alaphilippe           | Quick-Step Floors            | 170 pts                      |                              |
| 2n                           | Warren Barguil               | Fortuneo-Samsic              | 91 pts                       |                              |
| 3r                           | Rafał Majka                  | Bora-Hansgrohe               | 76 pts                       |                              |
| 4t                           | Geraint Thomas               | Team Sky                     | 74 pts                       |                              |
| 5è                           | Tom Dumoulin                 | Team Sunweb                  | 63 pts                       |                              |
| 6è                           | Primož Roglič                | LottoNL-Jumbo                | 56 pts                       |                              |
| 7è                           | Daniel Martin                | UAE Team Emirates            | 41 pts                       |                              |
| 8è                           | Nairo Quintana Rojas         | Movistar Team                | 40 pts                       |                              |
| 9è                           | Tanel Kangert                | Astana                       | 39 pts                       |                              |
| 10è                          | Steven Kruijswijk            | LottoNL-Jumbo                | 36 pts                       |                              |

| Classificació del millor jove | Classificació del millor jove | Classificació del millor jove | Classificació del millor jove | Classificació del millor jove |
| Corredor                      | Corredor                      | Equip                         | Temps                         |                               |
| ----------------------------- | ----------------------------- | ----------------------------- | ----------------------------- | ----------------------------- |
| 1r                            | Pierre Latour                 | AG2R La Mondiale              | 83h 39' 26"                   |                               |
| 2n                            | Egan Bernal Gómez             | Team Sky                      | + 5' 39"                      |                               |
| 3r                            | Guillaume Martin              | Wanty-Groupe Gobert           | + 22' 05"                     |                               |
| 4t                            | David Gaudu                   | Groupama-FDJ                  | + 1h 07' 48"                  |                               |
| 5è                            | Daniel Martínez Poveda        | EF Education First-Drapac     | + 1h 16' 25"                  |                               |
| 6è                            | Antwan Tolhoek                | LottoNL-Jumbo                 | + 1h 16' 48"                  |                               |
| 7è                            | Søren Kragh Andersen          | Team Sunweb                   | + 1h 44' 10"                  |                               |
| 8è                            | Stefan Küng                   | BMC Racing Team               | + 1h 45' 01"                  |                               |
| 9è                            | Marc Soler i Giménez          | Movistar Team                 | + 1h 56' 38"                  |                               |
| 10è                           | Magnus Cort Nielsen           | Astana                        | + 2h 10' 13"                  |                               |

| Classificació del millor jove | Classificació del millor jove | Classificació del millor jove | Classificació del millor jove | Classificació del millor jove |
| Corredor                      | Corredor                      | Equip                         | Temps                         |                               |
| ----------------------------- | ----------------------------- | ----------------------------- | ----------------------------- | ----------------------------- |
| 1r                            | Pierre Latour                 | AG2R La Mondiale              | 83h 39' 26"                   |                               |
| 2n                            | Egan Bernal Gómez             | Team Sky                      | + 5' 39"                      |                               |
| 3r                            | Guillaume Martin              | Wanty-Groupe Gobert           | + 22' 05"                     |                               |
| 4t                            | David Gaudu                   | Groupama-FDJ                  | + 1h 07' 48"                  |                               |
| 5è                            | Daniel Martínez Poveda        | EF Education First-Drapac     | + 1h 16' 25"                  |                               |
| 6è                            | Antwan Tolhoek                | LottoNL-Jumbo                 | + 1h 16' 48"                  |                               |
| 7è                            | Søren Kragh Andersen          | Team Sunweb                   | + 1h 44' 10"                  |                               |
| 8è                            | Stefan Küng                   | BMC Racing Team               | + 1h 45' 01"                  |                               |
| 9è                            | Marc Soler i Giménez          | Movistar Team                 | + 1h 56' 38"                  |                               |
| 10è                           | Magnus Cort Nielsen           | Astana                        | + 2h 10' 13"                  |                               |

| Classificació per equips | Classificació per equips | Classificació per equips | Classificació per equips |
| Equip                    | Equip                    | Temps                    |                          |
| ------------------------ | ------------------------ | ------------------------ | ------------------------ |
| 1r                       | Movistar Team            | 250h 24' 53"             |                          |
| 2n                       | Bahrain-Merida           | + 12' 33"                |                          |
| 3r                       | Sky                      | + 31' 14"                |                          |
| 4t                       | Lotto NL-Jumbo           | + 47' 24"                |                          |
| 5è                       | Astana                   | + 1h 15' 32"             |                          |
| 6è                       | Team Sunweb              | + 1h 58' 54"             |                          |
| 7è                       | AG2R La Mondiale         | + 2h 15' 49"             |                          |
| 8è                       | BMC Racing Team          | + 2h 35' 45"             |                          |
| 9è                       | Quick-Step Floors        | + 3h 06' 17"             |                          |
| 10è                      | Mitchelton-Scott         | + 3h 13' 41"             |                          |

| Classificació per equips | Classificació per equips | Classificació per equips | Classificació per equips |
| Equip                    | Equip                    | Temps                    |                          |
| ------------------------ | ------------------------ | ------------------------ | ------------------------ |
| 1r                       | Movistar Team            | 250h 24' 53"             |                          |
| 2n                       | Bahrain-Merida           | + 12' 33"                |                          |
| 3r                       | Sky                      | + 31' 14"                |                          |
| 4t                       | Lotto NL-Jumbo           | + 47' 24"                |                          |
| 5è                       | Astana                   | + 1h 15' 32"             |                          |
| 6è                       | Team Sunweb              | + 1h 58' 54"             |                          |
| 7è                       | AG2R La Mondiale         | + 2h 15' 49"             |                          |
| 8è                       | BMC Racing Team          | + 2h 35' 45"             |                          |
| 9è                       | Quick-Step Floors        | + 3h 06' 17"             |                          |
| 10è                      | Mitchelton-Scott         | + 3h 13' 41"             |                          |

## Evolució de les classificacions
| Etapa                  | Guanyador              | Classificació general Maillot jaune | Classificació per punts Maillot vert | Classificació de la muntanya Maillot à pois rouges | Classificació dels joves Maillot blanc | Classificació per equips Classement par équipe | Premi de la combativitat Prix de combativité |
| ---------------------- | ---------------------- | ----------------------------------- | ------------------------------------ | -------------------------------------------------- | -------------------------------------- | ---------------------------------------------- | -------------------------------------------- |
| 1.ª                    | Fernando Gaviria       | Fernando Gaviria                    | Fernando Gaviria                     | Kévin Ledanois                                     | Fernando Gaviria                       | Quick-Step Floors                              | Yoann Offredo                                |
| 2.ª                    | Peter Sagan            | Peter Sagan                         | Peter Sagan                          | Dion Smith                                         | Fernando Gaviria                       | Quick-Step Floors                              | Sylvain Chavanel                             |
| 3.ª                    | BMC Racing             | Greg Van Avermaet                   | Peter Sagan                          | Dion Smith                                         | Søren Kragh Andersen                   | Quick-Step Floors                              | no es va lliurar                             |
| 4.ª                    | Fernando Gaviria       | Greg Van Avermaet                   | Peter Sagan                          | Dion Smith                                         | Søren Kragh Andersen                   | Quick-Step Floors                              | Jérôme Cousin                                |
| 5.ª                    | Peter Sagan            | Greg Van Avermaet                   | Peter Sagan                          | Toms Skujiņš                                       | Søren Kragh Andersen                   | Quick-Step Floors                              | Toms Skujiņš                                 |
| 6.ª                    | Daniel Martin          | Greg Van Avermaet                   | Peter Sagan                          | Toms Skujiņš                                       | Søren Kragh Andersen                   | Quick-Step Floors                              | Damien Gaudin                                |
| 7.ª                    | Dylan Groenewegen      | Greg Van Avermaet                   | Peter Sagan                          | Toms Skujiņš                                       | Søren Kragh Andersen                   | Quick-Step Floors                              | Laurent Pichon                               |
| 8.ª                    | Dylan Groenewegen      | Greg Van Avermaet                   | Peter Sagan                          | Toms Skujiņš                                       | Søren Kragh Andersen                   | Quick-Step Floors                              | Fabien Grellier                              |
| 9.ª                    | John Degenkolb         | Greg Van Avermaet                   | Peter Sagan                          | Toms Skujiņš                                       | Søren Kragh Andersen                   | Quick-Step Floors                              | Damien Gaudin                                |
| 10.ª                   | Julian Alaphilippe     | Greg Van Avermaet                   | Peter Sagan                          | Julian Alaphilippe                                 | Pierre Latour                          | Movistar                                       | Greg Van Avermaet                            |
| 11.ª                   | Geraint Thomas         | Geraint Thomas                      | Peter Sagan                          | Julian Alaphilippe                                 | Pierre Latour                          | Movistar                                       | Alejandro Valverde                           |
| 12.ª                   | Geraint Thomas         | Geraint Thomas                      | Peter Sagan                          | Julian Alaphilippe                                 | Pierre Latour                          | Movistar                                       | Steven Kruijswijk                            |
| 13.ª                   | Peter Sagan            | Geraint Thomas                      | Peter Sagan                          | Julian Alaphilippe                                 | Pierre Latour                          | Movistar                                       | Michael Schär                                |
| 14.ª                   | Omar Fraile            | Geraint Thomas                      | Peter Sagan                          | Julian Alaphilippe                                 | Pierre Latour                          | Movistar                                       | Jasper Stuyven                               |
| 15.ª                   | Magnus Cort            | Geraint Thomas                      | Peter Sagan                          | Julian Alaphilippe                                 | Pierre Latour                          | Movistar                                       | Rafał Majka                                  |
| 16.ª                   | Julian Alaphilippe     | Geraint Thomas                      | Peter Sagan                          | Julian Alaphilippe                                 | Pierre Latour                          | Bahrain Merida                                 | Philippe Gilbert                             |
| 17.ª                   | Nairo Quintana         | Geraint Thomas                      | Peter Sagan                          | Julian Alaphilippe                                 | Pierre Latour                          | Movistar                                       | Tanel Kangert                                |
| 18.ª                   | Arnaud Démare          | Geraint Thomas                      | Peter Sagan                          | Julian Alaphilippe                                 | Pierre Latour                          | Movistar                                       | Luke Durbridge                               |
| 19.ª                   | Primož Roglič          | Geraint Thomas                      | Peter Sagan                          | Julian Alaphilippe                                 | Pierre Latour                          | Movistar                                       | Mikel Landa                                  |
| 20.ª                   | Tom Dumoulin           | Geraint Thomas                      | Peter Sagan                          | Julian Alaphilippe                                 | Pierre Latour                          | Movistar                                       | no es va lliurar                             |
| 21.ª                   | Alexander Kristoff     | Geraint Thomas                      | Peter Sagan                          | Julian Alaphilippe                                 | Pierre Latour                          | Movistar                                       | no es va lliurar                             |
| Classificacions finals | Classificacions finals | Geraint Thomas                      | Peter Sagan                          | Julian Alaphilippe                                 | Pierre Latour                          | Movistar                                       | Daniel Martin                                |